# Samia (Niger)
Samia (auch: Tsamia, Tsamiya) ist ein Dorf in der Landgemeinde Gangara in der Region Zinder in Niger.

## Geographie
Das Dorf liegt in der Landschaft Damergou auf einer Höhe von 435 m. Es befindet sich rund 30 Kilometer nordwestlich des Hauptorts Gangara der gleichnamigen Landgemeinde, die zum Departement Tanout in der Region Zinder gehört. Zu weiteren Siedlungen in der Umgebung von Samia zählen Batté Araban im Nordwesten, Kékéni im Nordosten, Gouagourzo im Osten, Dan Barko im Südwesten und Belbédji im Westen.
Samia ist Teil der Übergangszone zwischen Sahara und Sahel. Die durchschnittliche jährliche Niederschlagsmenge beträgt hier zwischen 200 und 300 mm.

## Ortsname
Der Ortsname bezeichnet in der Sprache Hausa den Tamarindenbaum (Tamarindus indica). Seine Frucht, die Tamarinde, wird in der Region gegessen und zu Saft und Sirup verarbeitet, der als Abführmittel dient. Sein Holz wird als Feuerholz genutzt.

## Bevölkerung
Bei der Volkszählung 2012 hatte Samia 2977 Einwohner, die in 489 Haushalten lebten. Bei der Volkszählung 2001 betrug die Einwohnerzahl 1894 in 305 Haushalten und bei der Volkszählung 1988 belief sich die Einwohnerzahl auf 1344 in 252 Haushalten.
In der Siedlung leben Angehörige der Ethnie der Hausa. Es wird die Sprache Hausa gesprochen. Die Bevölkerungsdichte in diesem Gebiet ist mit 10 bis 20 Einwohnern je Quadratkilometer relativ gering.

## Wirtschaft und Infrastruktur
Die Bevölkerung bestreitet ihren Lebensunterhalt hauptsächlich durch Ackerbau. Die Siedlung liegt in einem Gebiet des Übergangs zwischen der Naturweidewirtschaft des Nordens und des Ackerbaus des Südens, was zu Landnutzungskonflikten führt. In Samia wird ein Wochenmarkt abgehalten. Der Markttag ist Donnerstag. Mit einem Centre de Santé Intégré (CSI) ist ein Gesundheitszentrum im Ort vorhanden. Es gibt eine Schule. Die 366,6 Kilometer lange Nationalstraße 32 zwischen Keita und Sabon Kafi verläuft durch Samia. Es handelt sich in diesem Abschnitt um eine einfache Erdstraße.